# Bovenarmslagader
De arteria brachialis of bovenarmslagader ontspringt uit de arteria axillaris (okselslagader). Aan de onderste rand van de musculus teres major splitst de diepe armslagader af, en net onder het ellebooggewricht splitst de bovenarmslagader zich uiteindelijk in de polsslagader en de ellepijpslagader. De bloeddruk wordt meestal gemeten aan de bovenarmslagader.